# Літр
Літр (фр. litre, від лат. litra — міра ємності; українське позначення — л; міжнародне — L або l) — метрична одиниця вимірювання об'єму, що дорівнює 1 кубічному дециметру. Літр не є одиницею SI, але поряд з такими одиницями як година або доба визначений як «позасистемна одиниця, що не належить до SI, але допущена до використання нарівні з одиницями SI та «не рекомендується застосовувати під час точного вимірювання». Одиниця вимірювання об'єму в SI — кубічний метр (м³).

## Величина літра

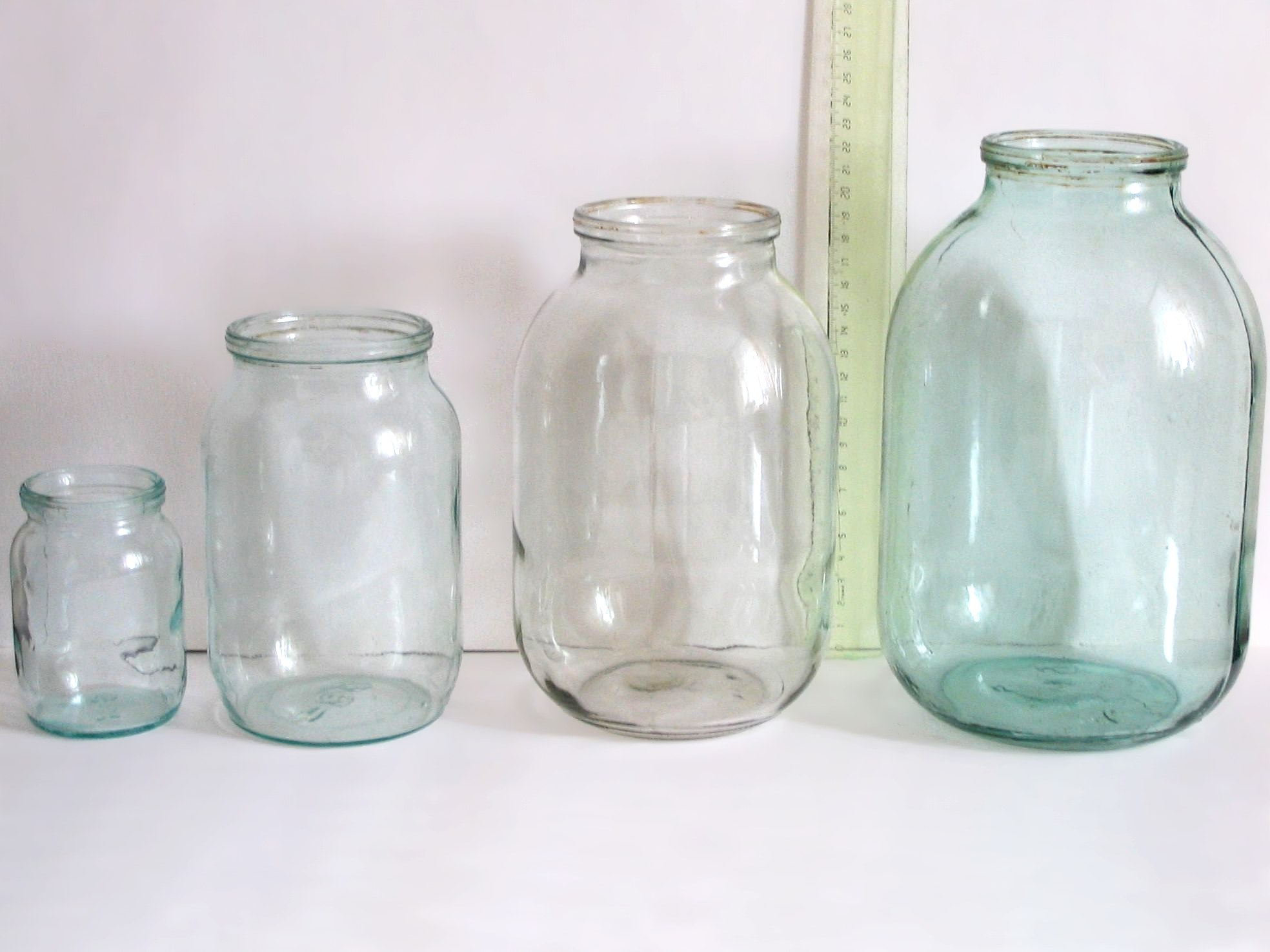
Скляні банки зліва направо: 500 мл, 1 л, 2 л, 3л.

1 літр дорівнює рівно 1 кубічному дециметру: 1 л = 1 дм³ = 0,001 м³ або 1 м³ точно дорівнює 1000 дм³.
Це визначення було ухвалене у 1964 році на 12-й Генеральній конференції мір і ваг.

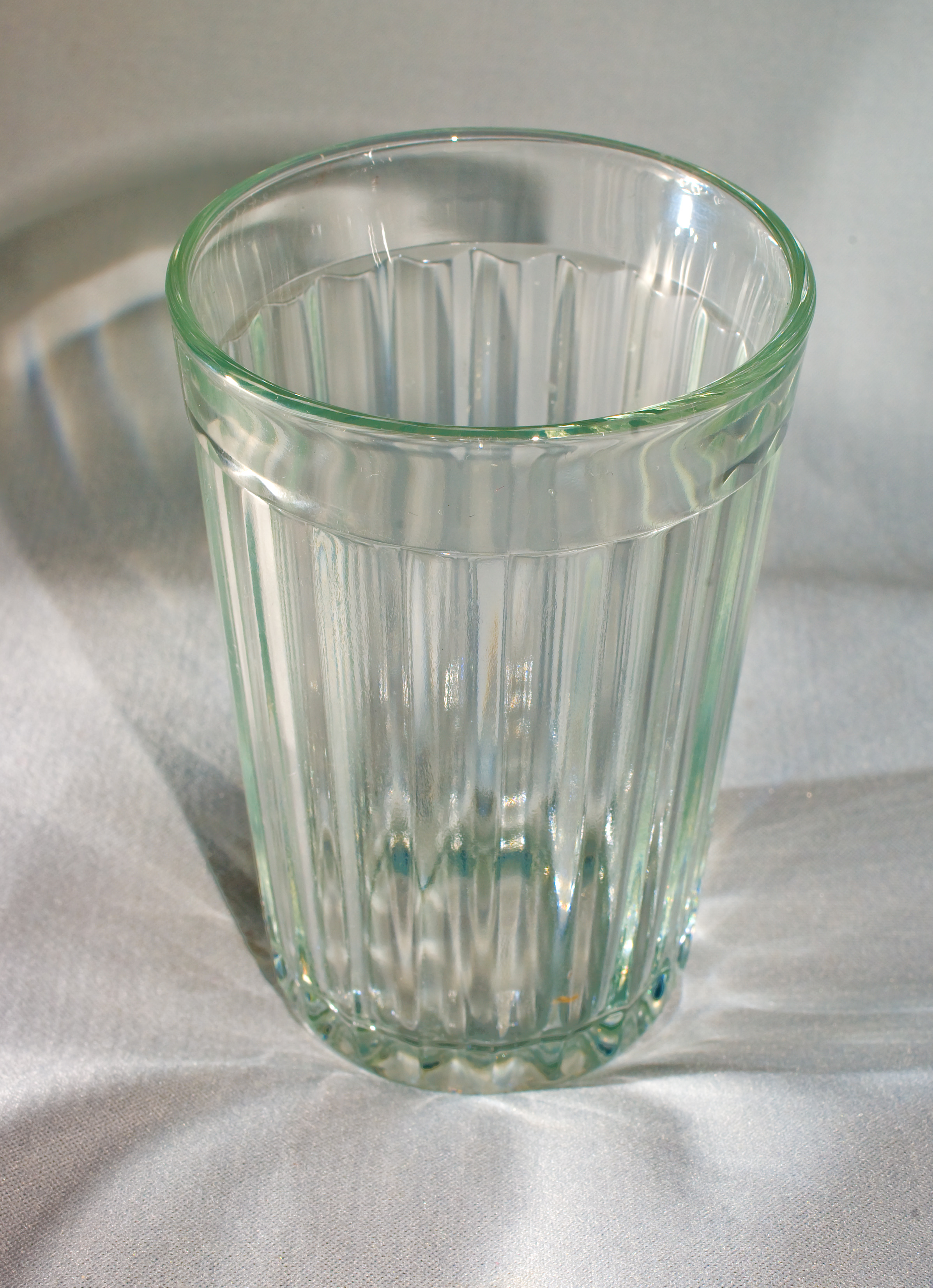
Гранована склянка,
ємність 200 мл

До цього, у 1901 році, рішенням 3-ї Генеральної конференції мір і ваг літр був визначений як об'єм 1 кг чистої води за нормального атмосферного тиску (760 мм рт. ст.) і температурі найбільшої густини чистої прісної води (3,98 °C). Один кілограм, своєю чергою, був визначений як маса платино-іридієвого циліндра, еталона кілограма, що зберігався у Франції, маса якого теж вважалася спочатку рівною масі 1 літра води за вищезгаданих умов. Однак згодом було встановлено, що маса циліндра виявилася на двадцять вісім мільйонних частин більшою, і, отже, об'єм літра становив 1,000028 дм³. Також слід врахувати, що співвідношення маси й об'єму води (як і будь-якої рідини) не є сталим і залежить від температури, тиску, вологості та ізотопної однорідності. Таким чином, у 1964 році відмовилися від прив'язки літра до маси води або будь-якої іншої речовини і визначили літр рівним в точності 1 дм³.
Згідно з найточнішими вимірюваннями стандартного зразка чистої дистильованої води, виділеного з океанічної води, який вважається репрезентативним стосовно ізотопного складу кисню і водню для води з океанічного резервуара (англ. Vienna Standard Mean Ocean Water; VSMOW), густина води дорівнює 0,999975±0,000001 кг/л за температури максимальної густини (+3,984 °C) під тиском в одну стандартну атмосферу (760 торр, 101 325 Па).

## Походження назви та символ

### Походження
Історично назва одиниці «літр» походить від давньофранцузької одиниці об'єму літрон (litron), що дорівнювала 0,831018 сучасного літра, а назва «літрон», у свою чергу, виникла як похідна від спільного грецько-латинського кореня «litra» (дав.-гр. λίτρα). Літрою називали срібну монету (й відповідну їй вагу), яка використовувалась у давньогрецьких колоніях, особливо на Сицилії. Як монета, літра була близькою до обола, а її вага дорівнювала третині давньоримської лібри (≈327,45 г). Найімовірніше, коли греки колонізували Сицилію, вони вступили у торгівельні стосунки з місцевим населенням, що мало в обігу монету й відповідну їй одиницю ваги libra, і греки запозичили цю назву для своїх монет у виді litra. Водночас існувала також міра вимірювання об'єму масла libra, що реалізувалась з використанням рогу з нанесеними на ньому мітками. Мітки ділили ріг на 12 однакових частин (унцій), а разом вони складали «лібру». Так же як і у випадку з монетою, існувала і аналогічна міра об'єму у греків, яка поряд з назвою котіла (дав.-гр. κοτύλη), мала також назву litra («літрою» називалась сама посудина). Об'єм котіли становив приблизно 0,284 літра (половина пінти). Римське слово libra у свою чергу бере початок від середземноморського *lithra у значенні «ваги».

### Позначення
Символом літра в українській мові є мала літера л. Міжнародне позначення — мала латинська літера «l» (вживається у Європі у тому числі разом з префіксами — ml та µl, а у випадку цілих значень літрів слово часто пишеться повністю — 1 litre) або велика «L» (знайшло застосування у США, Австралії, Новій Зеландії).
До 1979 року був поширений символ ℓ (script small l, U+2113), наприклад, він рекомендувався Південноафриканським Бюро Стандартів та у Канаді у 1970 році. Використання цього символу збереглось незначною мірою в англомовних країнах, тоді ж  як у Японії та Південній Кореї він використовується скрізь. Шрифти, що підтримують південноазійські символи, зазвичай містять не лише символ ℓ, а і чотири похідних позначення: ㎕, ㎖, ㎗ та ㎘ (U+3395 to U+3398) для мікролітрів, мілілітрів, децилітрів і кілолітрів, відповідно. Використання цих символів у друкованих виданнях суперечить рекомендаціям, опублікованим Міжнародним бюро мір і ваг за наполяганням головних міжнародних організацій, що займаються стандартами (ISO, NIST, IAU, IUPAC та NPL), де сказано, що символи одиниць повинні «друкуватись прямим шрифтом незалежно від типу шрифта тексту, що поряд».

### Містифікація
З огляду на те, що латинську літеру «l» можна легко сплутати з цифрою «1», ряд національних метрологічних організацій свого часу намагались домогтись затвердження символом 'літра' винятково великої літери («L»). Задля цього навіть було вигадано неіснуючу персону — Клода Еміля Жана-Батіста Літра, від прізвища якого, як стверджувалося, виникла назва одиниці об'єму (справа в тому, що, відповідно до міжнародних правил, одиниці вимірювання, утворені від власних імен, позначаються винятково великими літерами). Втім, це шахрайство було викрите, і досі у світі визнаються обидва позначення літра.

## Співвідношення з іншими одиницями
Один літр є еквівалентом:
- 0.001 кубічного метра;
- 1 кубічного дециметра;
- 1000 кубічних сантиметрів;

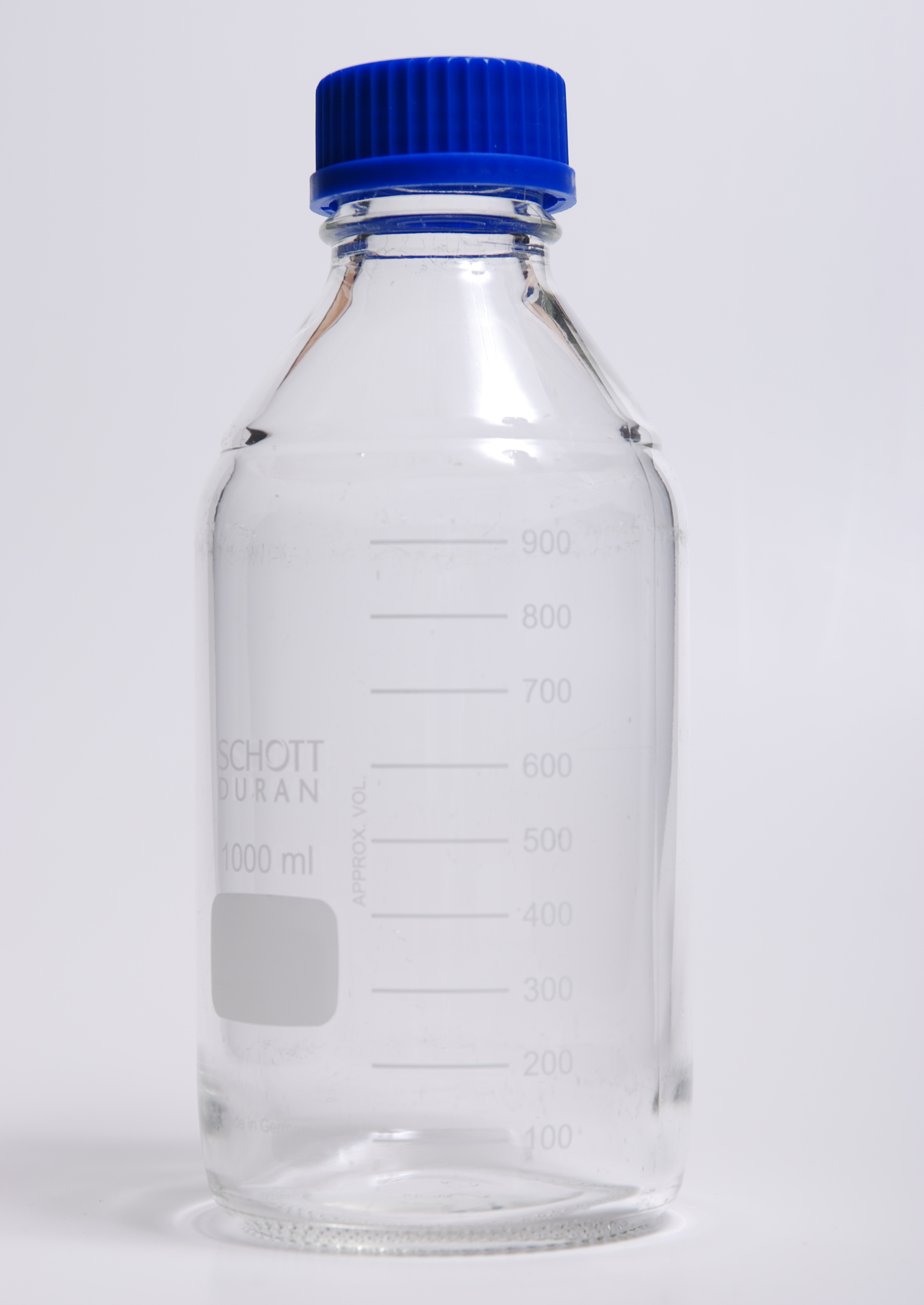
Лабораторна скляна пляшка місткістю 1 л із шкалою, проградуйованою у мілілітрах

- об'єму куба зі стороною 10 сантиметрів.

### Неметричні одиниці
| Метрична | Приблизне значення | Неметрична                        | Система мір  | Неметрична      | Метричний еквівалент |
| 1 л      | ≈ 0.87987699       | кварта                            | Англійська   | 1 кварта        | ≡ 1.1365225 л        |
| 1 л      | ≈ 1.056688         | кварта амер. (англ. fluid quarts) | Американська | 1 кварта амер.  | ≡ 0.946352946 л      |
| 1 л      | ≈ 1.75975326       | пінта                             | Англійська   | 1 пінта         | ≡ 0.56826125 л       |
| 1 л      | ≈ 2.11337641       | пінта амер. (англ. fluid quarts)  | Американська | 1 пінта амер.   | ≡ 0.473176473 л      |
| 1 л      | ≈ 0.21997          | галон                             | Англійська   | 1 галон         | ≡ 4.54609 л          |
| 1 л      | ≈ 0.2641720523     | амер. галон (англ. liquid gallon) | Американська | 1 галон амер.   | ≡ 3.785411784 л      |
| 1 л      | ≈ 0.0353146667     | кубічний фут                      |              | 1 кубічний фут  | ≡ 28.316846592 л     |
| 1 л      | ≈ 61.0237441       | кубічний дюйм                     |              | 1 кубічний дюйм | ≡ 0.01638706 л       |
| 1 л      | ≈ 33.8140          | унція амер.                       | Американська | 1 унція амер.   | ≡ 29.5735295625 мл   |
| 1 л      | ≈ 35.1950          | унція                             | Англійська   | 1 унція         | ≡ 28.4130625 мл      |

### Метричні одиниці
В Україні, як правило, використовуються похідні літра у метричних одиницях — мілілітр (мл, ml), декалітр (дал, dal), кубометр та інші.
| Кратні одиниці | Назва               | Символ  | Символ | Еквівалентний об'єм | Еквівалентний об'єм         |         | Частинні одиниці | Назва | Символ | Символ  | Еквівалентний об'єм          | Еквівалентний об'єм |
| 100 L          | літр                | l (ℓ)   | L      | dm3                 | кубічний дециметр           |         |                  |       |        |         |                              |                     |
| 101 L          | декалітр (дал)      | dal     | daL    | 101 dm3             | 10 кубічних дециметрів      | 10−1 L  | децилітр         | dl    | dL     | 102 cm3 | 100 кубічних сантиметрів     |                     |
| 102 L          | гектолітр           | hl (ГЛ) | hL     | 102 dm3             | 100 кубічних дециметрів     | 10−2 L  | сантилітр        | cl    | cL     | 101 cm3 | 10 кубічних сантиметрів      |                     |
| 103 L          | кілолітр (кубометр) | kl      | kL     | m3                  | кубічний метр               | 10−3 L  | мілілітр         | ml    | mL     | cm3     | кубічний сантиметр           |                     |
| 106 L          | мегалітр            | Ml      | ML     | dam3                | кубічний декаметр           | 10−6 L  | мікролітр        | µl    | µL     | mm3     | кубічний міліметр            |                     |
| 109 L          | гігалітр            | Gl      | GL     | hm3                 | кубічний гектометр          | 10−9 L  | нанолітр         | nl    | nL     | 106 µm3 | мільйон кубічних мікрометрів |                     |
| 1012 L         | тералітр            | Tl      | TL     | km3                 | кубічний кілометр           | 10−12 L | піколітр         | pl    | pL     | 103 µm3 | тисяча кубічних мікрометрів  |                     |
| 1015 L         | петалітр            | Pl      | PL     | 103 km3             | тисяча кубічних кілометрів  | 10−15 L | фемтолітр        | fl    | fL     | µm3     | кубічний мікрометр           |                     |
| 1018 L         | екзолітр            | El      | EL     | 106 km3             | мільйон кубічних кілометрів | 10−18 L | аттолітр         | al    | aL     | 106 nm3 | мільйон кубічних нанометрів  |                     |
| 1021 L         | зетталітр           | Zl      | ZL     | Mm3                 | кубічний мегаметр           | 10−21 L | зептолітр        | zl    | zL     | 103 nm3 | тисяча кубічних нанометрів   |                     |
| 1024 L         | йотталітр           | Yl      | YL     | 103 Mm3             | тисяча кубічних мегаметрів  | 10−24 L | йоктолітр        | yl    | yL     | nm3     | кубічний нанометр            |                     |

### Похідні одиниці
- Для вимірювання об'ємної витрати рідин та газів використовують одиниці: літр за секунду (л/с), літр за хвилину (л/хв), літр за годину (л/год), а також відповідні кратні та дольові одиниці.
- Для вимірювання густини й вмісту (масової концентрації) речовин використовуються одиниці: грам на літр (г/л), кілограм на літр (кг/л), міліграм на літр (мг/л) тощо.
- Для вимірювання молярної густини і молярної концентрації речовин використовуються одиниці: моль на літр (моль/л), мікромоль на літр тощо.
- Для вимірювання об'ємної концентрації частинок використовується обернений літр (л−1) і похідні від нього (мл−1, мкл−1 тощо). Так, об'ємна концентрація 100 мкл−1 означає, що в 1 мікролітрі якогось об'єму міститься у середньому 100 частинок.
- Для вимірювання енергії у деяких застосуваннях використовується одиниця літр-атмосфера, що дорівнює роботі, яку поршень теплової машини виконує над газом при постійному тиску в 1 атмосферу (103 125 Па), стискаючи газ із зменшенням об'єму на 1 літр. 1 літр-атмосфера (л·атм) = 101,325 Дж.
- Для вимірювання поглинальної спроможності сорбентів використовується одиниця л/л, яка виражає відношення об'єму поглинутого газу до об'єму сорбента. Така ж одиниця іноді використовується для характеристики пористості.
- Для вимірювання питомої поверхні на одиницю об'єму пористої речовини чи іншої дисперсної системи використовується одиниця м²/л.
- Для вимірювання об'ємної радіоактивності речовин (зазвичай повітря) використовується одиниця Бк/л (беккерель на літр).
- Для оцінювання рівня ефективності використання об'єму циліндрів двигуна внутрішнього згоряння використовується такий показник як літрова потужність (кВт/л), що визначається як відношення ефективної потужності двигуна до його робочого об'єму[14].

## Історія впровадження
Першою назвою еталона літра була назва «каділ» (фр. cadil); цей стандарт демонструється в Музеї мистецтв і ремесел у Парижі.
- У 1795 р. літр було впроваджено у Франції Національним конвентом як одну з нових «Республіканських одиниць вимірювання» і визначено як один кубічний дециметр[16].
- У 1879 р. Міжнародний комітет мір і ваг затвердив це визначення літра і ухвалив для нього його офіційний символ «l».
- У 1901 р. Третя Генеральна конференція мір і ваг ухвалила визначення літра як об'єму, що займає 1 кілограм води за температури, коли спостерігається її максимальна густина (3,98 °С) за тиску в 1 атмосферу[17]. У результаті цього літр став еквівалентом приблизно 1,000028 кубічного дециметра.
- У 1964 р. на Дванадцятій Генеральній Конференції мір і ваг літр було знову визначено через точне відношення до метра, тобто як кубічний дециметр (1 дм³)[18].
- У 1979 р. на Шістнадцятій Генеральній Конференції мір і ваг було визнано правомірність використання для позначення літра також і символу «L». Крім того, було висловлено намір відмовитись у майбутньому від одного з символів, але цього досі не відбулося[4].

## Використання
Використання літра замість одиниць SI пояснюється зручністю. Об'єми в кілька літрів або долі від літра характерні для побуту. Крім того, одиниця об'єму SI метр кубічний не має окремої назви, і її не можна використовувати з префіксами. Міліметр кубічний дорівнює 10−9 метра кубічного. А от від літра можна утворити одиницю з префіксом, мілілітр (мл, ml), що дорівнює сантиметру кубічному. Ця одиниця має широке застосування там, де потрібне дозування: у хімії, фармакології, медицині тощо. Обсяг виробництва напоїв, наприклад, пива, вказують зазвичай у гектолітрах.

### Об'єкти, величин об'ємів яких традиційно вимірюються в літрах
У багатьох галузях, де потрібно вказати внутрішній об'єм об'єкта як його технічну характеристику, замість одиниць, похідних від метра, традиційно використовується літр і похідні від нього одиниці.
Наприклад:
- робочий об'єм двигунів внутрішнього згоряння[19];
- об'єм багажних відділень автомобілів[20];
- об'єми паливних баків автомобілів[21];
- розміри рюкзаків[22];
- об'єми робочого простору холодильної техніки[23];
- об'єми робочого простору мікрохвильових печей[24];
- розміри комп'ютерних корпусів[25];
- місткості відер, баків для сміття[26] та інших контейнерів для зберігання рідких або сипучих речовин.